# Francesco Falcetti
Francesco Falcetti (Apice, 11 ottobre 1878 – Roma, 21 aprile 1969) è stato un prefetto e politico italiano.
Inizia la carriera nel 1903 a Foggia, dove nel 1904 ottiene la qualifica di sottoprefetto e inviato con tale mansione a Siracusa. È stato successivamente prefetto 	di Cuneo. Nominato senatore nel 1939 è stato dichiarato decaduto dall'Alta Corte di Giustizia per le Sanzioni contro il Fascismo con sentenza del 6 giugno 1945.